# Вулиця Михайла Грушевського (Новомиргород)
Ву́лиця Михайла Груше́вського — вулиця в місті Новомиргород Кіровоградської області, одна з основних вулиць Златополя. Протяжність — близько 930 м.

## Розташування
Починається від ринку в центрі Златополя, простягається з заходу на схід до міської межі.
Прилеглі вулиці: Шевченка, Соборності, Холодноярська, Кузнечна, Бродських, Єврейська, Златопільська.

## Назва

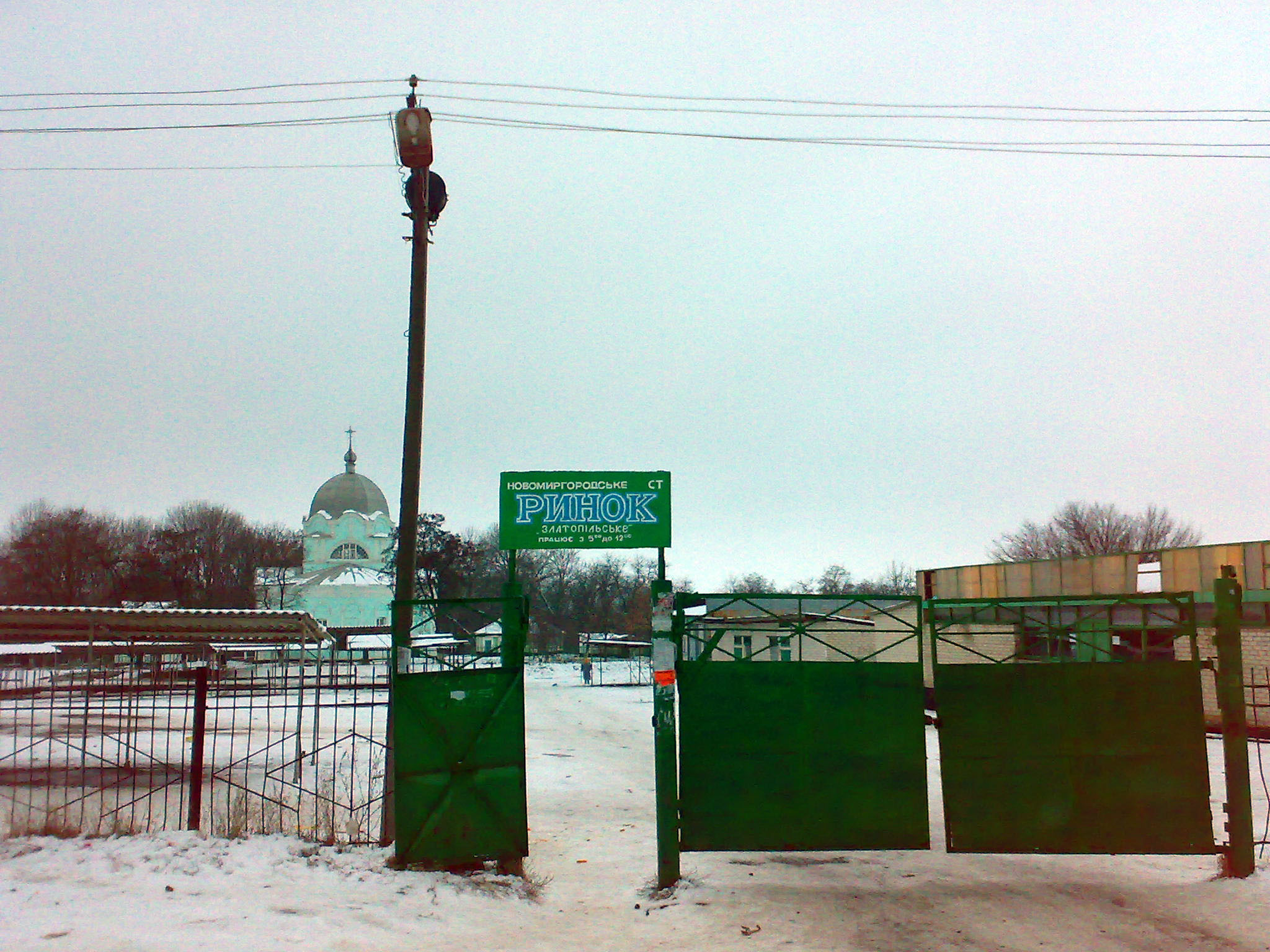
Ринок СТ «Златопільське»

Вулиця була названа на честь російського письменника та публіциста Максима Горького (псевдонім Пєшкова Олексія Максимовича).

## Об'єкти
Основні об'єкти, розташовані по вулиці Михайла Грушевського:
- Ринок СТ «Златопільське»;
- Центральна районна бібліотека; сайт: https://sites.google.com/site/biblionm/Home [Архівовано 9 червня 2016 у Wayback Machine.]
- Районна дитяча бібліотека; сайт: https://sites.google.com/site/novomirgorodskaditbib/home [Архівовано 12 червня 2016 у Wayback Machine.]
- Меблева фабрика (колишня).